# Teoría del circuito monetario

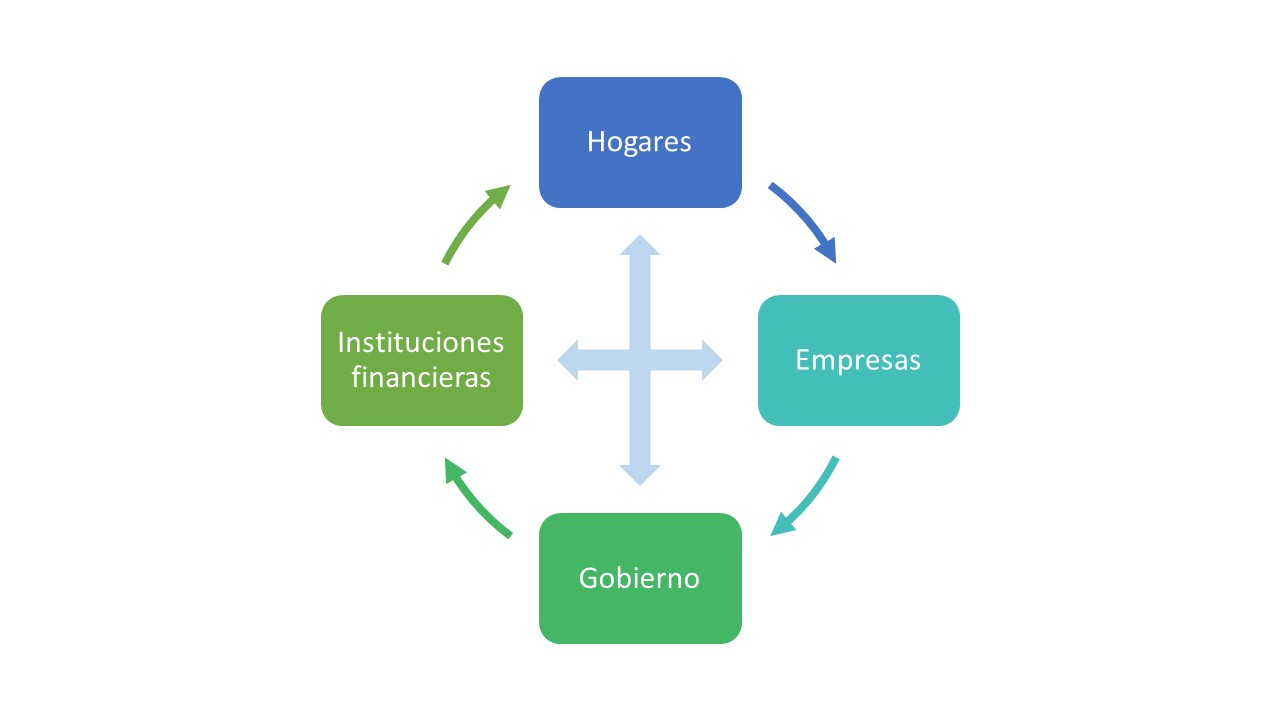
Diagrama de flujo circular de cuatro sectores

La Teoría del Circuito Monetario es un enfoque económico que analiza la economía desde la perspectiva de los flujos monetarios entre los diferentes agentes económicos, destacando la importancia del dinero en la generación y distribución de la actividad económica.

## Descripción general
La Teoría del Circuito Monetario es un enfoque económico que se centra en el análisis de los flujos monetarios y su influencia en la actividad económica. Se basa en el concepto de circuito, que comprende el flujo continuo de dinero entre diferentes agentes económicos, incluyendo hogares, empresas, bancos, gobierno y sector externo. Los flujos monetarios se generan a través del gasto de los hogares en bienes y servicios, lo que a su vez genera ingresos para las empresas. Estas empresas utilizan los ingresos para pagar salarios, comprar insumos y reinvertir en la producción, generando empleo y mayores ingresos para los hogares.
Además de los flujos entre hogares y empresas, la Teoría del Circuito Monetario también considera la participación de los bancos en la creación de dinero mediante la concesión de préstamos, lo que estimula la inversión y el crecimiento económico. El gobierno también desempeña un papel relevante en el circuito monetario a través de la recaudación de impuestos, el gasto público y la implementación de políticas monetarias y fiscales. Asimismo, el sector externo, que abarca el comercio internacional y los flujos de capital, también influye en los flujos monetarios y en la economía en general.
En lugar de concentrarse únicamente en la cantidad de dinero en circulación, la Teoría del Circuito Monetario pone énfasis en los flujos monetarios y en cómo estos flujos impactan en la producción, el empleo y la distribución de la riqueza. Además, esta teoría considera que los flujos monetarios tienen efectos tanto reales como monetarios en la economía, lo que implica que las transacciones monetarias no solo afectan la cantidad de bienes y servicios producidos, sino también la asignación de recursos y la distribución del ingreso.

## Diferencias con otras teorías similares
La Teoría del Circuito Monetario se distingue de otras teorías económicas en varios aspectos importantes. A continuación, se presentan las diferencias clave entre la Teoría del Circuito Monetario y otras teorías similares:
- La Teoría del Circuito Monetario difiere de la Teoría cuantitativa del dinero en su enfoque y alcance. Mientras que la Teoría cuantitativa del dinero se centra en la relación entre la cantidad de dinero y los precios, la Teoría del Circuito Monetario se enfoca en los flujos monetarios y su impacto en la actividad económica. La Teoría del Circuito Monetario reconoce que los flujos monetarios tienen efectos tanto reales como monetarios en la economía, y considera cómo estos flujos influencian la producción, el empleo y la distribución de la riqueza.
- La Teoría del Circuito Monetario también se diferencia de la Teoría keynesiana en varios aspectos. Mientras que la Teoría keynesiana se enfoca en la demanda agregada y la gestión de la demanda para impulsar el crecimiento económico, la Teoría del Circuito Monetario destaca los ciclos de ingresos y gastos como elementos centrales. La Teoría del Circuito Monetario reconoce la importancia de la interacción entre los flujos monetarios y reales en la economía, y cómo estos ciclos afectan la actividad económica en su conjunto.
- Asimismo, la Teoría del Circuito Monetario se distingue de las teorías monetarias postkeynesianas al considerar tanto los flujos monetarios como reales en el análisis económico. Mientras que las teorías monetarias postkeynesianas se centran en los aspectos monetarios de la economía, la Teoría del Circuito Monetario reconoce la interacción compleja entre los flujos monetarios[4] y reales.

## Críticas y debates
La Teoría del Circuito Monetario ha generado debates y críticas desde su concepción. A continuación, se presentan algunas de las críticas y debates más relevantes en relación con esta teoría:
- Uno de los principales debates en torno a la Teoría del Circuito Monetario se centra en su complejidad y falta de precisión conceptual. Algunos críticos argumentan que la teoría puede resultar confusa debido a la amplia gama de flujos monetarios y su interacción con los agentes económicos. Además, la falta de una definición clara de los conceptos clave puede dificultar su aplicación y análisis.
- La Teoría del Circuito Monetario ha sido objeto de críticas debido a su falta de formalización matemática. Algunos economistas argumentan que la teoría carece de modelos matemáticos rigurosos que permitan realizar predicciones y pruebas empíricas de manera precisa. Esta falta de formalización puede dificultar la evaluación y el desarrollo de la teoría en comparación con otras teorías económicas más establecidas.
- Otra crítica común a la Teoría del Circuito Monetario es su limitada consideración de factores externos que pueden influir en los flujos monetarios. La teoría tiende a centrarse en los flujos monetarios internos de la economía, sin tomar en cuenta aspectos como los cambios tecnológicos, las variaciones en los precios de los bienes y servicios, y los factores externos que pueden afectar los flujos monetarios y la actividad económica.
- Algunos críticos argumentan que la Teoría del Circuito Monetario puede ser insuficiente para explicar fenómenos macroeconómicos complejos, como las crisis financieras o las fluctuaciones económicas a gran escala. La teoría se centra principalmente en los flujos monetarios y puede no abordar adecuadamente otras variables macroeconómicas, como la inversión, el desempleo o la política fiscal.

## Otras lecturas

### En inglés
- Graziani, A. (1989), Theory of the Monetary Circuit. Cambridge University Press.
- Graziani, A. (2003), The Monetary Theory of Production. Cambridge University Press.
- Ingham, G. (2004). The Nature of Money. Polity Press.
- Lavoie, M. (2014). Post-Keynesian Economics: New Foundations. Edward Elgar Publishing.
- Rochon, L. P., & Vernengo, M. (2013). Credit, Money and Macroeconomic Policy: A Post-Keynesian Approach. Edward Elgar Publishing.
- Realfonzo, R. (2012), The Elgar Companion to Post Keynesian Economics. Edward Elgar.
- Realfonzo, R. (2006), "The Italian Circuitist Approach", in A Handbook of Alternative Monetary Economics, edited by P. Arestis and M. Sawyer. Edward Elgar Publishing.
- Veblen, T. (1908). The Theory of Business Enterprise. Charles Scribner's Sons.

### En español
- Federico Gutiérrez Naranjo (2022). La integración de las teorías de la demanda agregada y del circuito monetario en la perspectiva pos-keynesiana de Sergio Cesaratto. Lecturas de economía, 01/2022, Número 96.
- Hernández Andreu, Juan; Tortorella Esposito, Guido (2013). Fiscalidad en España e Italia y la teoría del circuito monetario. Revista empresa y humanismo, 12/2013, Volumen 16, Número 2.
- Levy Orlik, Noemi (2017). El circuito monetario: los bienes de capital y de las instituciones financieras no bancarias. Evidencia en la economía mexicana The monetary circuit: capital goods and non-banking financial institutions. Evidence in the Mexican economy. EconomíaUNAM, 12/2017, Volumen 14, Número 42.
- Parguez, Alain (2023). Moneda y crédito en el capitalismo contemporáneo. Ola financiera, 01/2023, Número 44.
- Sergio Cesaratto (2016). La financiación inicial y final en el circuito monetario y la teoría de la demanda efectiva. Revista de economía institucional, 12/2016, Volumen 18, Número 35.